# General Electric T58

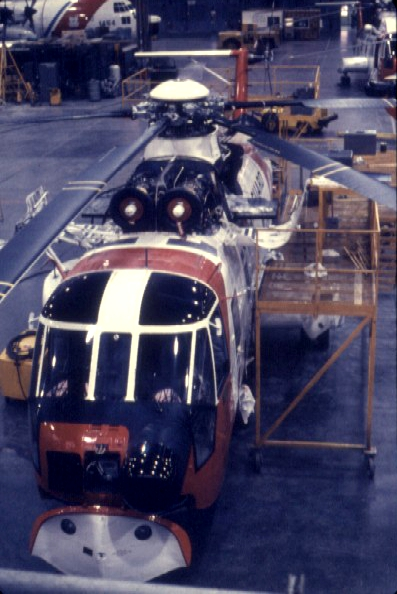
General Electric T58 in einer Sikorsky S-61R der US Coast Guard

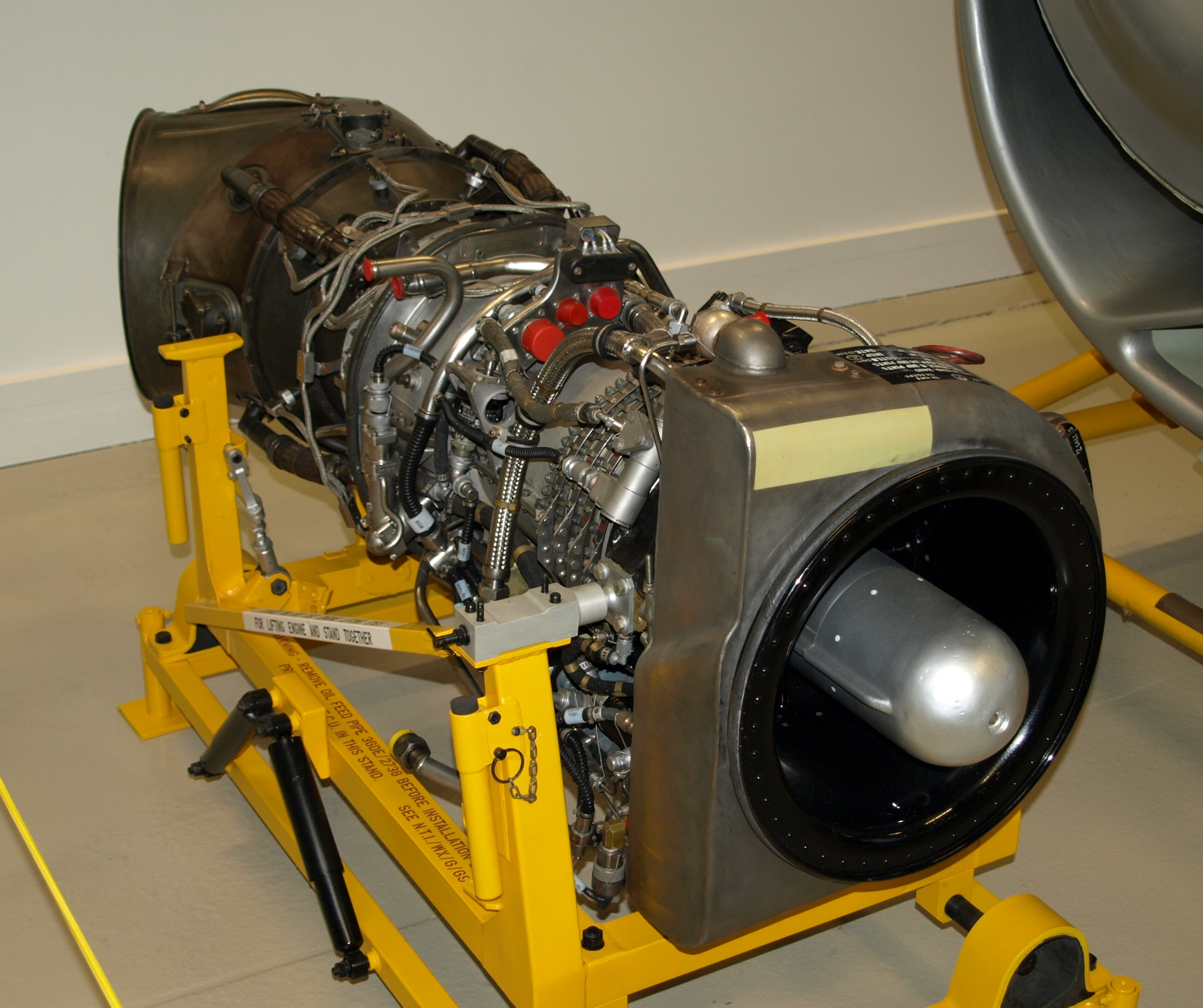
Rolls-Royce Gnome, eine Lizenzvariante der General Electric T58

Das General Electric T58 ist eine kleine Wellenturbine des US-amerikanischen Herstellers General Electric  Company, die seit den 1950er Jahren in Hubschraubern und Starrflügelflugzeugen eingesetzt wird. Die Serienproduktion endete 1984 nach über 7000 gefertigten Exemplaren. Die zivile Version CT58 erhielt am 1. Juli 1959 die Musterzulassung durch die Federal Aviation Administration.

## Geschichte
1953 erteilte das US Bureau of Aeronautics einen Auftrag über 3 Mio. US-Dollar zur Entwicklung einer kleinen Wellenturbine, die mindestens 800 WPS leisten und nicht mehr als 400 lb (182 kg) wiegen sollte. Als Haupteinsatzzweck der T58 war der Einsatz bei US-Navy-Hubschraubern, kleineren Turbopropmaschinen und als Zusatzbooster für größere militärische und zivile Flugzeuge vorgesehen. Neben einem Einsatz bei Wasserfahrzeugen und Panzern sind auch industrielle Verwendungen der T58 unter der Bezeichnung LM100 bekannt.
Als fliegender Prüfstand wurde ein Sikorsky HSS mit zwei T58 anstelle des einen Sternmotors in der Nase ausgestattet, der in dieser Konfiguration am 30. Januar 1957 zum ersten Mal flog. Auch in einem im September 1957 erstmals geflogenen Vertol H-21C wurde das Standardtriebwerk gegen zwei T58 ausgetauscht, wonach die Maschine die neue Bezeichnung H-21D erhielt.
Der erste Hubschrauber, der von Beginn an für die Verwendung des T58 konstruiert wurde, war die Kaman HU2K-1, die Sikorsky S-62 erhielt ein T58 und die Sikorsky HSS-2 (nach 1962 SH-3A) verwendete zwei der Triebwerke. Auch bei der Vertol 107 und der Fairchild VZ-5, einem Experimentalflugzeug, wurde das T58 eingesetzt. De Havilland erhielt eine Lizenz zur Produktion des T58 in Europa, das schließlich als Rolls-Royce Gnome im Westland Sea King Verwendung fand. Eine Lizenzfertigung fand auch in Deutschland und Japan statt.

## Militärische Versionen
YT58-GE-2Basisausführung mit  kW (1065 WPS), offizielle Mustererprobung mit einem 150-Stundenlauf im September 1957 abgeschlossen
T58-GE-1Fünf-Minuten-Leistung von 1300 WPS, in Sikorsky CH-3 eingesetzt
T58-GE-3Fünf-Minuten-Leistung von 1325 WPS, in Bell UH-1F eingesetzt
T58-GE-5Fünf-Minuten-Leistung von 1500 WPS
T58-GE-6Serienversion mit 1050 WPS Dauerleistung, optionalem Untersetzungsgetriebe, Abgasauslass an drei Positionen wählbar, kann mit JP-4 oder JP-5 betrieben werden
T58-GE-8BEntwicklung der -6 Version mit 1250 WPS
T58-GE-10Serienversion mit 1400 WPS
T58-GE-16Serienversion mit 1870 WPS, zweistufige Arbeitsturbine
T58-GE-100wie GE-5, aber erhöhte Zehn-Minuten-Leistung von 1500 WPS

## Zivile Versionen
CT58-1101250 WPS
CT58-1401400 WPS

## Einsatz
- Aerospatiale SA 321K Super Frelon - (Israeli Air Force)
- Agusta A101
- Bell UH-1F/TH-1F
- Bell X-22 (YT58)
- Boeing Vertol BV-107-II
- Boeing CH-46 Sea Knight
- Fairchild VZ-5 (YT58)
- Kaman SH-2 Seasprite
- Piasecki XH-21D Shawnee
- Sikorsky SH-3 Sea King
- Sikorsky HH-3B/C/E/F
- Sikorsky HH-52 Seaguard
- Sikorsky S-61L/N
- Sikorsky S-62
- Sikorsky S-67
- Sikorsky S-72

## Technische Daten
gelten für die Version GE-6
| Kenngröße               | Daten |
| ----------------------- | --- |
| Typ                     | Wellenturbine (mit freilaufender Abtriebswelle) |
| Verdichter              | 10-stufiger Axialverdichter, die ersten drei Leitschaufelreihen können verstellt werden. Verdichtungsverhältnis 8,3 : 1, Massenfluss: 5,62 kg/s bei einer Drehzahl von 26.300 min−1 des Turbinenteils.                                    |
| Brennkammer             | Ringbrennkammer, 16 Einspritzdüsen |
| Verbrauch               | 0,304 kg/(h PS) bei Dauerleistung GE-10: 0,281 kg/(h PS) |
| Turbine                 | dreistufige Axialturbine, zwei Stufen treiben den Verdichter an und eine Stufe (zwei Stufen bei GE-16) wirkt auf die Abtriebswelle. Einlasstemperatur 1600 °F (871 °C). Abgasauslass senkrecht nach unten oder 90° nach rechts oder links |
| Max. Durchmesser        | 0,406 m, GE-10: 0,478 m |
| Länge                   | 1,397 m, GE-10: 1,500 m |
| Gewicht (trocken)       | 123 kg (ohne Getriebe), 153 kg (mit Untersetzungsgetriebe) |
| Nominale Wellenleistung | kW (1050 WPS) Startleistung |